# Andrena singularis
Andrena singularis är en biart som beskrevs av Henry Lorenz Viereck 1924. Andrena singularis ingår i släktet sandbin, och familjen grävbin. Inga underarter finns listade i Catalogue of Life.